# Македония (газета)
«Македония» (греч. Μακεδονία) — ежедневная газета, издаётся в Салониках. Одна из самых старых газет в Греции — первый номер выпущен в 1911 году журналистом и бизнесменом Иоаннисом Велидисом. Нынешний владелец — компания «Македоники Экдотики Эктипотики А.Э.» (греч. Μακεδονική Εκδοτική Εκτυπωτική Α.Ε). В настоящее время редактор газеты — Димитриос Гузидис, седьмой за последние 12 лет. Предыдущие редакторы — Лазарос Хатзинакос, Иоаннис Котофолос, Трайанос Хадзидимитриу, Лукас Катсонис, Пантелис Саввидис и Костас Зурарис.